# Адмиралтейска къща
Адмиралтейската къща (на английски: Admiralty House) е известна правителствена сграда в Лондон.
Проектирана е от сър Робърт Тейлър. Построена е по молба на адмирал Лорд Хауи, първи лорд на Адмиралтейството (1782-1783), за негово лично ползване през 1786 г. Тя е официална резиденция на първите лордове на адмиралтейството до 1964 г., а също така и на няколко министър-председателя, когато премиерската резиденция на улица „Даунинг“ 10 е в ремонт.
Президентът Джон Ф. Кенеди се среща с министър-председателя Харолд Макмилан в къщата през 1962 г., за да обсъдят действията на съюзническите сили срещу заплахата от комунизма и други значими въпроси. Уинстън Чърчил живее в къщата през своите 2 мандата на първи лорд на адмиралтейството (1911 – 1915 и 1939 – 1940).
Адмиралтейската къща е относително малка триетажна сграда от жълти тухли. Фасадата на къщата гледа към улица Уайтхол, но няма свой собствен вход, тъй като се влиза откъм сградата Рипли, макар че до 1904 г. е имало вход през Адмиралтейските градини.
През 2007-09 г. лорд Малок-Браун използва един от апартаментите в Адмиралтейската къща. 